# Escuela de Turismo de Baleares
La Escuela de Turismo de Baleares (ETB) es un centro de nivel universitario y prestigio internacional, dedicado a la formación de gerentes, directores y demás cargos de responsabilidad de las Empresas de Hostelería y Turismo.

## Titularidad
Es de titularidad privada. Su régimen jurídico es el de Sociedad Limitada, inscrita en el Registro Mercantil de Baleares, el 8 de octubre de 1992, registrada en el folio 139, tomo 1.051 hoja nº 11.699 inscripción 1ª.
Su sede central está ubicada en la calle Sol, nº 1 de Palma de Mallorca, en un palacio mallorquín con elementos arquitectónicos de los S. XV y XVIII y adaptado a las necesidades de un moderno centro de enseñanza universitaria.

## Reconocimiento legal
Inició sus clases en el curso 1964/65 y fue reconocida legalmente por O.M. de 3 de agosto de 1965. El Ministerio de Educación y Ciencia, por O.M. de 11 de junio de 1981, previos los informes favorables de la Junta Nacional de Universidades y del Ministerio de Transportes, Turismo y Comunicaciones, le otorgó la capacidad legal para impartir las Enseñanzas Turísticas Especializadas a nivel de Diplomado Universitario, de acuerdo con el Real Decreto de 14 de abril de 1980.
La ETB se adscribe a la [Universitat de les Illes Balears] por Convenio de 30 de junio de 2000, aprobado por la Junta de Gobierno de la [UIB], el 19 de diciembre de 2000.
El Gobierno Inglés a través del organismo oficial [EDEXCEL], reconoce a la Escuela de Turismo de Baleares como centro oficial, con el nº 77664, para impartir, a nivel técnico, el National Diploma in Travel and Tourism (7 de marzo de 1997, programa nº 254) y a nivel universitario, el Higher National Diploma in Leisure and Tourism Management (15 de mayo de 1997, programa nº 322)

## Objetivos de la Escuela
Los objetivos de Excelencia, Calidad y Eficacia son prioritarios en la enseñanza de nuestra Escuela. Frente a una enseñanza masificada y alejada de las necesidades de la empresa real, nuestra Escuela ofrece:
- La dedicación y eficacia de las Escuelas Universitarias Privadas.

- Enseñanza en Grupos Reducidos.

- Atención Personalizada al alumno.

- Profesores especialmente cualificados.

- Estrecha unión con el mundo empresarial.

- Bolsa de Trabajo: ofertas de empleo, hasta la fecha son superiores a la demanda.

- Asesoramiento y Orientación individual.

- Enseñanza Europea: Programas y títulos universitarios en colaboración con la Oxford Brookes University (B.A. Hons), la Universidad de Bruselas y con la London University / EDEXCEL (H.N.D.)...

- Prácticas en empresas turísticas reales, españolas y extranjeras, de acuerdo con el Convenio firmado con la Delegación de Trabajo de Baleares y con la Federación Empresarial de Hostelería de Mallorca, Federación Empresarial de Hostelería de Menorca, Asociación de Agencias de Viajes (AVIBA), Compañías Aéreas, Restauración, Municipios Turísticos y demás empresas del sector.

- Medios audiovisuales y equipamientos informáticos avanzados (más de 300 ordenadores para uso personal de los alumnos), cañones de proyección en todas las aulas. Conexión a Internet de banda ancha. (3 líneas de 10 MB)

Conexión inalámbrica WIFI con cobertura total en todos los centros.
En Gestión de Agencias de Viajes; Tarifas IATA; G.D.S., Amadeus, programas de Gestión (Mayoristas, Minoristas).
En Gestión Hotelera: Navihotel, Sihot, (Cadena Sol).
Otros programas informáticos: Management y Dirección, Base de Datos, Gestión de Redes, Gestión de Internet etc..
Biblioteca informatizada: conectada con Base de Datos Internacionales.
Aulas multimedia interactivas, dedicadas al aprendizaje de Idiomas.